# Арбоети
Арбоети (груз. არბოეთი) — село в Грузии, в муниципалитете Душети края Мцхета-Мтианети. 

## География
Село расположено в центральной части края, в 8 километрах по прямой к северо-западу от центра муниципалитета Душети. Высота центра — 1200 метров над уровнем моря.

## Население
По данным переписи населения 2014 года, в селе проживало 12 человек.
| Год  | Население | Мужчины | Женщины |
| ---- | --------- | ------- | ------- |
| 2002 | 12        | 5       | 7       |
| 2014 | 12        | 7       | 5       |